# Monona Township (comté de Clayton, Iowa)
Pour les articles homonymes, voir Monona.
Monona Township est un township, du comté de Clayton en Iowa, aux États-Unis,.

## Source de la traduction
- (en) Cet article est partiellement ou en totalité issu de l’article de Wikipédia en anglais intitulé « Monona Township, Clayton County, Iowa » (voir la liste des auteurs).